# Meriones sacramenti
Meriones sacramenti är en däggdjursart som beskrevs av Thomas 1922. Meriones sacramenti ingår i släktet Meriones och familjen råttdjur. IUCN kategoriserar arten globalt som sårbar. Inga underarter finns listade i Catalogue of Life.
Arten förekommer i sydöstra Israel och på Sinaihalvön (Egypten). Den lever huvudsakligen i sanddyner nära havet. Utbredningsområdet täcker även andra torra landskap som öknar, stäpper, buskskogar och jordbruksmark.
Meriones sacramenti skapar komplexa tunnelsystem och ofta bor en mindre familj i boet. Arten äter växtdelar som frön, blad, frukter och rotfrukter samt några insekter.